# Dama (Sanskrit)
Der Sanskritbegriff Dama (दम) nimmt eine sehr wichtige Position im Yoga ein und kann mit Sinneskontrolle wiedergegeben werden.

## Etymologie
Das männliche Substantiv Dama (दम)  hat folgende Bedeutungen: Selbstbestimmung, Selbstkontrolle, Zurückhaltung, Bestrafung, Buße und Haus, Heim. Ein Dama ist ein Angehöriger einer unangesehenen Mischkaste. Das Adjektiv dama bedeutet bezähmbar, bezwingbar, unterdrückbar.
Dama sollte nicht mit Dāma दाम (Reif, Girlande) oder mit dhama धम (blasen, schmelzen) verwechselt werden. Dhāma धाम heißt halten, tragen.

## Definition

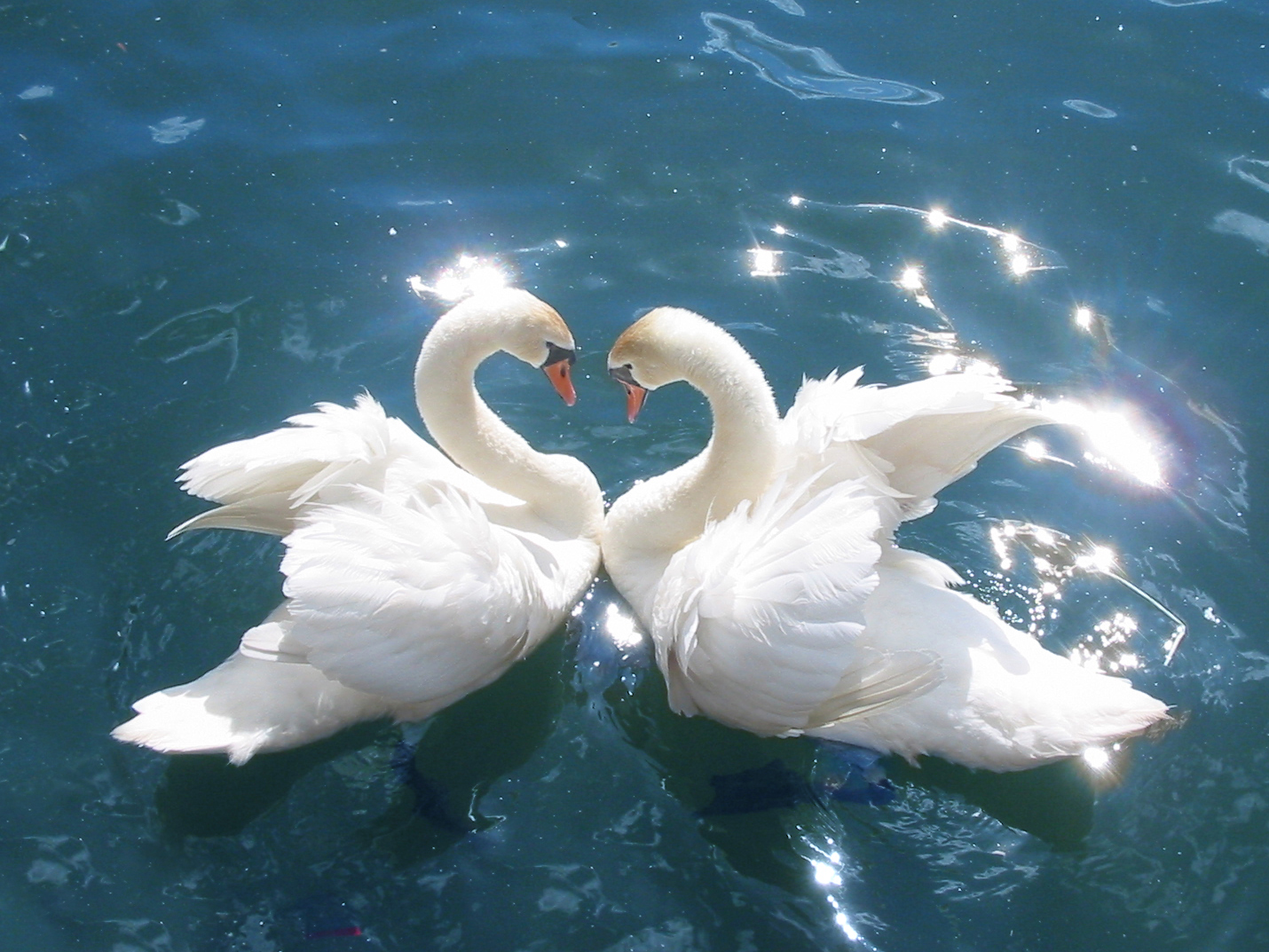
Schwäne (Cygnus olor) – Symbole für Reinheit und Transzendenz im Vedanta

Adi Shankara definiert Dama im Tattva Bodhaḥ folgendermaßen:

„Damaḥ kaḥ ? Cakṣurādibāyendriyanigrahaḥ“

„Was ist Dama ? Es ist die Kontrolle der externen fünf Sinnesorgane“

## Beschreibung
Für jemanden, der seinen Geist unter Kontrolle gebracht hat, ist es eine natürliche Konsequenz, dass er auch seine grobstofflichen Sinne beherrschen lernt. Dama folgt somit auf Shama. Nach Shama bildet es den zweiten der sechs inneren Reichtümer (Shat-sampat) im Yoga.
Dama kann aber auch unabhängig von Shama agieren. Es ist durchaus möglich, dass jemand seine Kontrolle über den Geist plötzlich verliert, jedoch nicht seine Selbstbeherrschung. Ein Gefühl der Wut mag zwar in einem aufsteigen, diese Aufwallung muss aber nicht unbedingt von bösen Worten begleitet werden.
Die Sinne sind fünf an der Zahl – Augen (Sehen), Ohren (Hören), Nase (Riechen), Zunge (Schmecken), sowie Hände, Füße und Haut (Tasten). Die Augen gelüstet immer bestimmte Dinge zu sehen. Dem vergleichbar haben auch die anderen vier Sinne eine ihnen innewohnende Leidenschaft. Eine Leidenschaft entsteht aus unkontrollierbaren Wünschen, die einen überkommen und von einem Besitz ergreifen. Diese Wünsche stehen am Anfang eines langwierigen Prozesses, der damit endet, dass ihnen schließlich stattgegeben wird. Vergleichbar mit Krankheiten, von denen wir nichts wissen und die sich erst später in unserem Körper manifestieren, schleichen sie sich allmählich in uns ein.

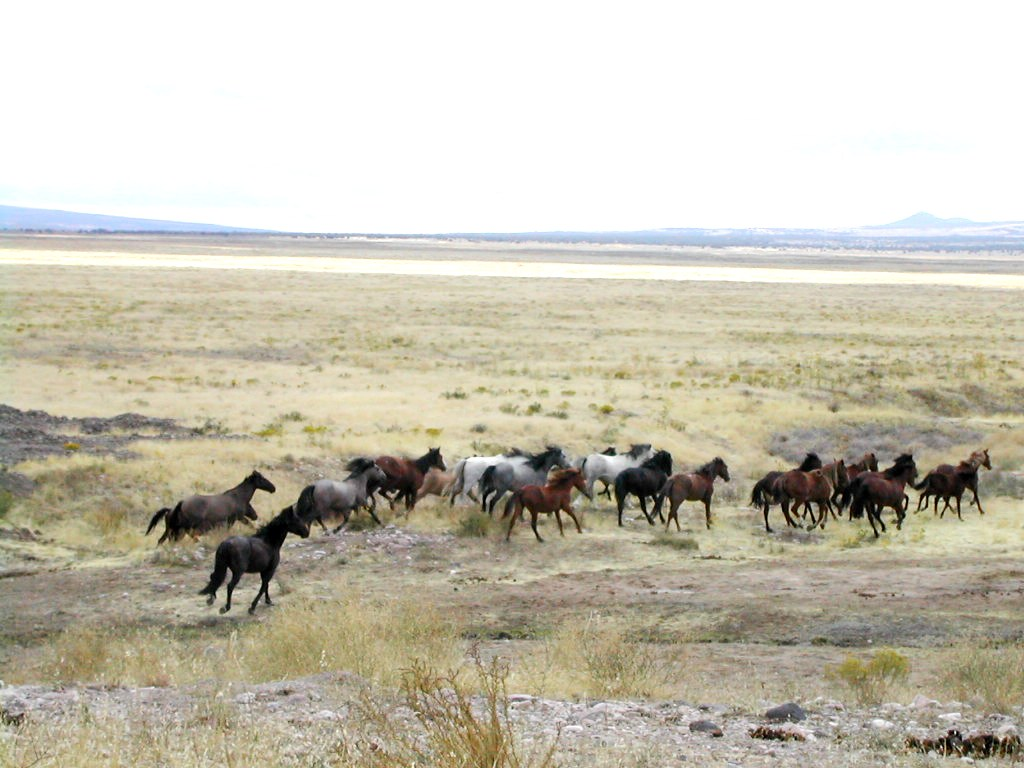
Mustangs im US-Bundesstaat Utah

Die Sinne sind von Natur aus nach außen gerichtet. Wie Wildpferde rennen sie ihren jeweiligen Objekten hinterher, einer nach dem anderen, manchmal auch alle zugleich. Ihr Strom will nicht abreißen und sie lassen dem Geist keine Minute in Ruhe. Die Zunge will köstliche Speisen schmecken oder einfach weiter schwätzen. Die Augen wollen Fernseh schauen. Die Hände sind ruhelos und so fort. Die Sinne machen keinen Unterschied zwischen Nützlichem und Angenehmen. Sie sind Konsumenten und füttern den Geist mit ungesunden und unerwünschten Sinneseindrücken.
Dama heißt die Sinne zu dressieren, ganz ähnlich der Dressur eines Wildpferdes. Ein disziplinierter Lebensstil und gesunde Gewohnheiten sind dabei sehr behilflich. Die Sinne müssen trainiert werden, guten Gepflogenheiten zu folgen und bei Herausforderungen oder Versuchungen dennoch die Kontrolle zu behalten. Ein wohlerzogenes Kind wird bei Anfeindungen keine harten Worte fallen lassen, da es sie gar nicht kennt. Sollten diese sich aber dennoch in seinem Wortschatz finden, so wird es vermeiden sie auszusprechen.
Werden die Sinne mit Vehemenz oder unter Angsteinflößung kontrolliert, so wird der Geist hiergegen rebellieren oder abschweifen und über anderweitige Vergnügungen brüten. Bezeichnenderweise denken Menschen an Fastentagen mehr an gutes Essen und machen ihr Defizit gleich am Tag danach durch ein üppiges Fest wieder wett ! Eine gesunde Praxis der Sinneskontrolle (Dama) sollte die Geisteskontrolle (Shama) unterstützen und umgekehrt.
Eine hilfreiche Methode ist die sogenannte «Quarantäne». Gemeint ist hiermit, an einem ruhigen Ort mit nur wenig Ablenkungen zu leben. Damit soll aber nicht gesagt sein, dass eine Reduzierung sinnlicher Attraktionen einen automatisch von all diesen frei werden lassen. Der Vorgang ist vielmehr vergleichbar mit einem Kettenraucher, der seine schlechte Angewohnheit aufgeben will. Dies kann nur in den seltensten Fällen von heute auf morgen gelingen. Viel praktikabler und erfolgversprechender ist eine stufenweise Reduzierung der täglichen Dosis und einen Ersatz des schädlichen Nikotins durch harmlosere Substanzen. Die Kontrolle der Sinne und ihre Lösung von ihren Objekten ist ein diskreter und schwieriger Vorgang, der mit großer Vorsicht aber keinesfalls abrupt erfolgen sollte.

## Bedeutung
Dama ist im Vedanta neben Shama, Uparati, Titiksha, Samadhana und Shraddha der zweite der sechs inneren Reichtümer (Shat-sampat). Im Yoga ist seine Beherrschung eine fundamentale Voraussetzung. Diese sechs inneren Reichtümer sind ihrerseits neben Viveka (Unterscheidungsvermögen), Vairagya (Loslassen) und Mumukshutva (Streben nach Befreiung) Teil des Sadhana chatushtaya, dem vierfachen spirituellen Weg der Selbstkontrolle, der Säuberung, der Läuterung und der Öffnung unserer Existenz für das Göttliche.